# Maidenspeech
Een maidenspeech (ook wel eerste openbare redevoering of redenaarsdebuut) is de eerste redevoering die een volksvertegenwoordiger in diens functie houdt. De oorsprong van dit gebruik ligt in het Britse parlement.
In de Nederlandse Tweede Kamer der Staten-Generaal is het gebruikelijk dat een nieuw lid niet wordt geïnterrumpeerd tijdens de maidenspeech. Na afloop zijn er felicitaties van de andere leden.